# 615 Batalion Wsparcia Lotnictwa
615 Batalion Wsparcia Lotnictwa (ang. 615th Aviation Support Battalion) – batalion wsparcia Armii Stanów Zjednoczonych, aktualnie przydzielony do 1 Brygady Lotnictwa Bojowego „Warriors” 1 Dywizji Kawalerii (1st Combat Aviation Brigade, 1st Cavalry Division).
Misją 615 Batalionu Wsparcia Lotniczego jest zapewnienie wsparcia logistycznego dla 1 Brygady Lotnictwa Bojowego.

## Historia
Po raz pierwszy aktywowany 17 września 1996, batalion był pierwszą tego rodzaju jednostką w 1 Dywizji Kawalerii. Utworzony w celu zapewnienia wsparcia logistycznego 4 Brygady (Lotniczej), powstał głównie poprzez połączenie kompanii F 2 batalionu 227th Aviation Regiment i kompanii C 27th Main Support Battalion (27th Brigade Support Battalion). Dowództwo i kompania zaopatrzenia (HSC) zostały utworzone z różnych składników dowództwa wsparcia Dywizji. Po aktywacji batalion miał 3 kompanie, które zapewniały utrzymanie, zaopatrzenie i wsparcie paliwowe dla 4 Brygady.
W 2004 batalion skierowany został do Iraku i dołączył do 4 Brygady (Lotniczej) 1 Dywizji Kawalerii, wspierając Operację Iraqi Freedom II. W 2005 po zakończeniu misji batalion powrócił do Fort Hood w Teksasie.
W 2006 batalion ponownie został rozmieszczony w Iraku w składzie Brygady Kawalerii Powietrznej 1 Dywizji Kawalerii, wspierając Operację Iraqi Freedom 06-08. W sierpniu 2006 kompania taktycznych bezzałogowych statków powietrznych została aktywowana jako kompania E 615 batalionu. Pod koniec 2007 batalion zakończył misję w Iraku i powrócił do Fort Hood.
Batalion otrzymał medal Meritorious Unit Commendation za swoją działalność podczas Operacji Iraqi Freedom w okresie od 28 kwietnia 2009 do 15 kwietnia 2010.

## Pododdziały
- HHC (Headquarters and Headquarters Company) – dowództwo i kompania dowodzenia
- kompania A
- kompania B
- kompania C[2]